# Lost Planet 2
Lost Planet 2 es la segunda entrega de la serie de videojuegos de acción-aventura Lost Planet de Capcom, lanzada el 18 de mayo de 2010.
A diferencia del anterior, Lost Planet 2 está enfocado en el segmento multijugador, ya que incluso el modo Campaña puede ser jugado por cuatro jugadores en línea de forma cooperativa.

## Historia
La trama de ciencia ficción se sitúa 10 años después de los eventos ocurridos en Lost Planet: Extreme Condition. El planeta se ha estado descongelando producto de la acción del Proyecto Frontier, pero las nuevas condiciones climáticas están despertando comportamientos extraños en la población endógena del planeta, los Akrid, criaturas gigantes que guardan en su interior energía térmica (T-ENG), un combustible preciado para las colonias de piratas que habitan en el planeta. La historia se comienza a desatar cuando NEVEC, una empresa que se instaló con intenciones de terraformar el planeta, comienza a conspirar contra todos los seres vivos de E.D.N. III al tratar de despertar al Akrid Over-G para extraer toda su energía térmica y provocar un nuevo congelamiento de la superficie del planeta.

## Personajes
A diferencia de Extreme Condition, en esta entrega no hay personajes que puedan ser considerados principales, ya que la historia se desarrolla en torno a las diferentes agrupaciones que existen sobre E.D.N. III. El único personaje que retorna del juego anterior lo hace en forma de clon, el científico Ivan Solotov, cuyos genes han sido utilizados como prototipo por la empresa NEVEC para formar una cuadrilla de primera línea.
A lo largo de la historia de la campaña, el jugador formará parte de una de las diferentes facciones:

### Rounders
- Mercenaries: Son los protagonistas del prólogo y el primer episodio.
- Waysiders: Protagonistas del tercer episodio.

Nivel 1 mercenario A
Nivel 10 waysider A
Nivel 20 mercenario B

### Fight Junkies
- Jungle Pirates: Facción enemiga en el primer episodio.
- Vagabundos: Protagonistas del quinto episodio.

Nivel 1 pirata de la jungla
Nivel 10 sandraider

### Snow Pirates Elites
- Carpetbaggers: Facción enemiga en el segundo episodio.
- Bug Ranchers: Facción enemiga en el cuarto episodio.

### Nevec
- New Nevec: Protagonistas del segundo episodio.
- Ex-Nevec: Protagonistas del cuarto y sexto episodio.

### Femme Fatales
Esta facción no tiene papel protagónico. Solo puede ser utilizada en el modo multijugador y en la campaña luego de terminarla por primera vez. Aparece como personaje de soporte en el sexto episodio.

### Personajes especiales
- Marcus Fenix (Gears of War, sólo en Xbox 360)
- Dominic Santiago (Gears of War, sólo en Xbox 360)
- Albert Wesker (Resident Evil 5)
- Frank West (Dead Rising)
- Armadura Monster Hunter (Monster Hunter Tri, en Japón es exclusivo de PlayStation 3)
- Helghast (Killzone 2, sólo en PlayStation 3)

- Datos: Q2420689